# Водонепроникне кріплення
Водонепроникне кріплення (рос.водонепроницаемые крепи, англ. water-proof supports, нім. wasserdichter Ausbau m) — у гірництві — спеціальні види постійного гірничого кріплення призначені для ізоляції гірничих виробок від підземних вод.
В.к. застосовують при проведенні гірничих виробок в обводнених породах, коли за умовами експлуатації не допускається проникнення води через кріплення (стволи соляних шахт, тунелі метрополітенів тощо).
Найбільше поширені тюбінгові та сталевобетонні В.к.